# Hollidaysburg (Pennsylvania)
Hollidaysburg település az Amerikai Egyesült Államok Pennsylvania államában, Blair megyében, melynek megyeszékhelye is. Lakosainak száma 5641 fő (2020. április 1.).

## Népesség
A település népességének változása:
| Lakosok száma | 5791 | 5784 | 5641 |
|               | 2010 | 2017 | 2020 |